# Alekszandrovszkij Zavod
Alekszandrovszkij Zavod (oroszul: Александровский Завод) falu Oroszország ázsiai részén, a Bajkálontúli határterületen, az Alekszandrovszkij Zavod-i járás székhelye.

## Elhelyezkedése
A Gazimur (az Arguny mellékfolyója) partján, Csitától 510 km-re délkeletre helyezkedik el. A legközelebbi vasútállomás a 130 km-re északkeletre fekvő Borzja. 

## Története
1792-ben alapították, a Talman folyó partján épített ezüstfeldolgozó üzem létesítésekor. 1825 után,  I. Sándor cár tiszteletére nevezték el a gyárat Alekszandrovszkij Zavodnak, amely 1863-ig működött. 1832 után a lengyel felkelés résztvevői közül sokan ide kerültek kényszermunkára. Itt töltötte száműzetését (1866–1871 között) mások mellett Nyikolaj Csernisevszkij forradalmi demokrata, író, kritikus; egykori háza 1969 óta múzeum. 

## Népessége
- 2002-ben 2634 fő[2]
- 2010-ben 2482 fő volt.[3]